# Elevon

In de luchtvaart spreekt men van een elevon als het hoogteroer (Engels elevator) van een vliegtuig wordt gecombineerd met het rolroer (Engels aileron). Deze techniek wordt vooral gebruikt bij deltavliegtuigen als de Concorde en sommige militaire vliegtuigen.
Elevons bevinden zich aan beide kanten van het toestel aan de achterkant van de vleugel. Als de roeren in dezelfde richting bewegen werken ze als hoogteroer en zal de neus van het toestel omhoog of omlaag gaan. Werken de roeren tegengesteld, dan zal het vliegtuig gaan rollen, oftewel om de langsas draaien (links of rechts hellen). Beide bewegingen kunnen ook tegelijkertijd worden uitgevoerd, door bijvoorbeeld de elevons aan een zijde geheel en die aan de andere zijde gedeeltelijk omlaag te klappen.
Een vliegtuig met elevons wordt op dezelfde manier bestuurd als een vliegtuig met standaard rol- en hoogteroeren. De bewegingen van de stuurknuppel of stick worden mechanisch of elektronisch samengevoegd om elke elevon op de juiste manier aan te sturen.